# Ryō Michigami

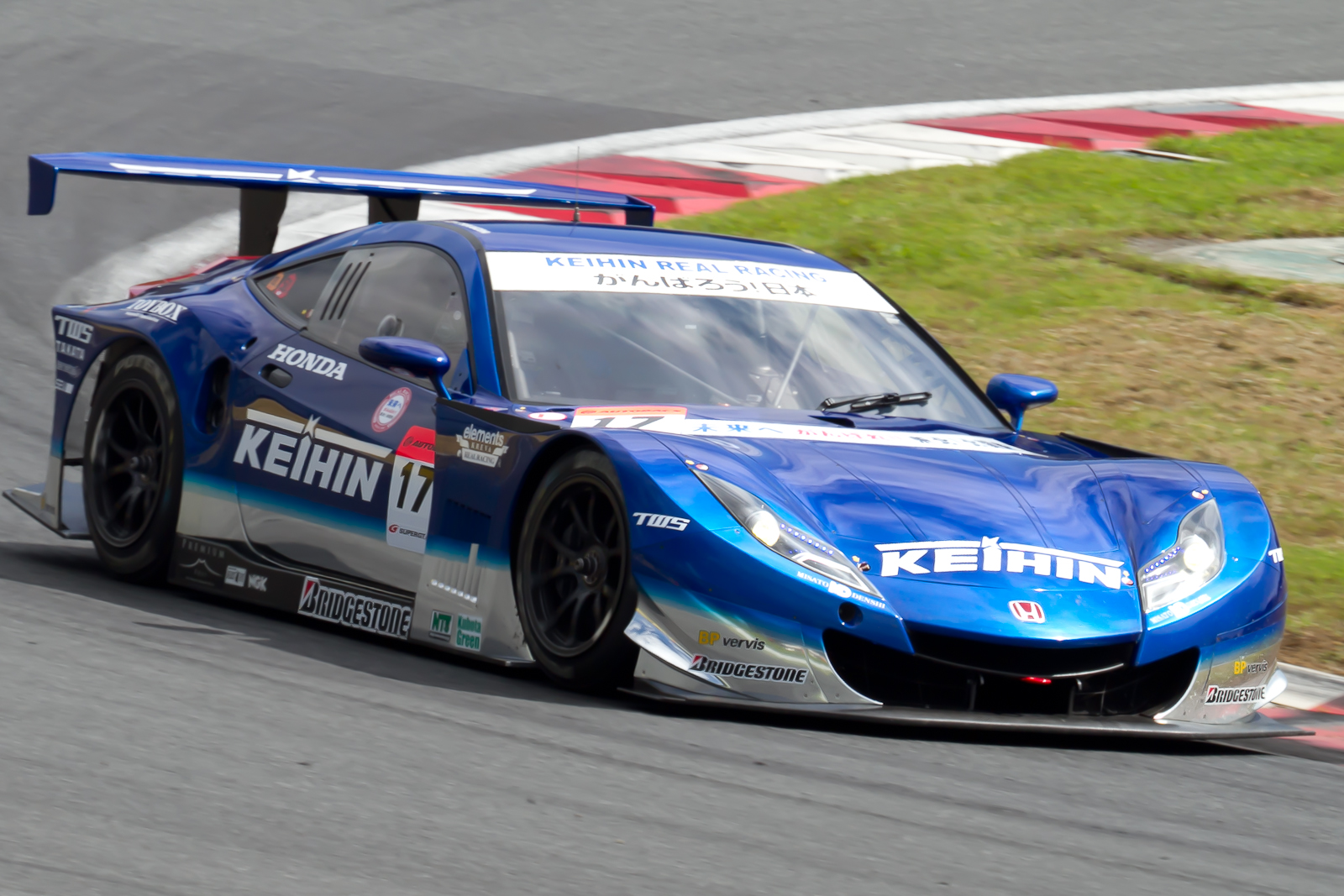

Ryō Michigami (道上龍, Michigami Ryō, né le 1er mars 1973 à Nara) est un pilote automobile japonais. Il pilote actuellement une Honda HSV-010 GT dans la catégorie GT500 du Super GT, dont il fut le vainqueur en 2000 au volant d'une Honda NSX. Il a également participé aux 24 heures du Mans en 2004 et 2005 avec une Dome S101. 